# Harrokjaure (Jokkmokks socken, Lappland, 735750-163713)
Harrokjaure är en sjö i Jokkmokks kommun i Lappland och ingår i Piteälvens huvudavrinningsområde. Sjön har en area på 1,32 kvadratkilometer och ligger 528 meter över havet. Harrokjaure ligger i Udtja Natura 2000-område. Sjön avvattnas av vattendraget Harrokjåkkå.

## Delavrinningsområde
Harrokjaure ingår i det delavrinningsområde (735651-163814) som SMHI kallar för Utloppet av Harrokjaure. Medelhöjden är 546 meter över havet och ytan är 7,38 kvadratkilometer. Det finns inga avrinningsområden uppströms utan avrinningsområdet är högsta punkten. Harrokjåkkå som avvattnar avrinningsområdet har biflödesordning 3, vilket innebär att vattnet flödar genom totalt 3 vattendrag innan det når havet efter 208 kilometer. Avrinningsområdet består mestadels av skog (42 procent) och sankmarker (40 procent). Avrinningsområdet har 1,37 kvadratkilometer vattenytor vilket ger det en sjöprocent på 18,5 procent.